# Touching the Void
Touching the Void és una pel·lícula documental del 2003 dirigida per Kevin MacDonald. Està basada en el llibre homònim de Joe Simpson que relata l'intent desastrós i a prop de la fatalitat de Simpson i Simon Yates de pujar els 6.344 m del Siula Grande als Andes peruans el 1985. La pel·lícula combina seqüències documentals i entrevistes amb Simpson, Yates i Richard Hawking, amb una simulació realitzada pels actors Brendan Mackey, Nicholas Aaron i Ollie Ryall.

## Argument
Yates i Simpson van fer la primera ascensió, via la gairebé vertical cara oest, cap al cim del Siula Grande. El daltabaix va passar, tanmateix, a la baixada. Simpson va relliscar per una espadat de gel i va aterrar malament. Es va aixafar la tíbia amb la ròtula del genoll i se'l va trencar. Tots dos, quan la seva sortida ja havia durat més temps del que calculaven a causa del mal temps durant la pujada, havien esgotat el combustible del fogonet, que necessitaven per fondre el gel i la neu per beure aigua. Necessitaven baixar ràpid cap al seu camp base, a uns 900 metres més avall.
Llavors van procedir a estacar dues cordes de 45 metres, l'una a l'extrem de l'altra, i cadascun d'ells a la punta de la tirada de corda. Yates es va enterrar en un forat a la neu i va anar donant corda a Simpson cap avall de la muntanya. Tanmateix, com que les dues cordes estaven estacades, el nus no passava per la xapa de pas(o reductor de velocitat de pas), així que Simpson s'havia de sostenir sobre la seva cama bona per donar marge a Simpson perquè pogués destensar la corda i fer passar el nus per la xapa. Un segon desastre va succeir quan Yates estava baixant Simpson, i aquest es va quedar penjant d'un espadat. Yates estava assegut, encastat a la neu, molt més amunt de la muntanya, i no podia veure ni sentir Simpson, però va notar tot el seu pes a la corda. Simpson no podia pujar amb la seva cama trencada, i Yates no el podia estirar cap amunt, ja que el seu suport a la neu s'estava ensorrant pel pes que suportava, i anava cap avall. Cap dels dos no podia fer res per salvar-se.
Yates tenia dues opcions: quedar-se en la mateixa posició i ser arrossegat cap a baix, que probablement suposaria la mort de tots dos, o podia tallar la corda i llavors baixar per veure on era Simpson. Com que Yates no podia veure on era Simpson, no tenia ni idea si estava penjat d'un penya-segat o tan sols a uns quants metres del terra però incapaç de posar un peu en ferm. Yates va decidir que l'únc pas lògic era tallar la corda. Malauradament, per sota de Simpson al fins de l'espadat hi havia una escletxa profunda, i ell sabia que hi cauria a dins. Quan Yates va tallar la corda, Simpson va caure a plom pel penya-segat i a dins de l'escletxa.
L'endemà, Yates va seguir baixant de la muntanya. Quan va arribar a l'escletxa es va adonar de la situació en què havia estat Simpson, i del que havia passat quan va tallar la corda. Després de cridar a Simpson, es va veure forçat a assumir que havia mort per la caiguda o durant la nit, així que va continuar baixant de la muntanya sol.

## Reconeixements
Touching the Void va guanyar el premi Alexander Korda a la millor pel·lícula britànica als 57è premis de cinema de l'Acadèmia Britànica.